# 加沙种族灭绝的他国共谋
一些评论人士指责西方（尤其是美国）媒体和政府，支持对巴勒斯坦人的种族灭绝。与其他记者和学者一样，加拿大社会学家M·穆罕纳德·阿亚什（M. Muhannad Ayyash）指责美国是种族灭绝的帮凶，这次是在以哈战争期间，美国向以色列提供了大量援助。
2024年1月，前近东救济工程处发言人克里斯·冈内斯表示，美国和英国是加沙种族灭绝的帮凶。3月，乐施会发表声明，详述了它与其它几家非政府组织（国际特赦组织、国际合作和正义）一同起诉丹麦以阻止向以色列出售武器的意图，并警告称，如果出售武器，丹麦就是“违反国际人道主义法的帮凶……可能还是种族灭绝。”

## 美国的共谋
2023年10月13日，情报员的记者艾瑞克·列维茨（Eric Levitz）称，美国政府，包括拜登政府都批准了以色列在以哈战争中对巴勒斯坦人的战争罪行。2024年1月4日，美国政府承认，并未正式评估以色列是否违反了国际人道主义法。
2023年11月，拜登总统的批评者因为其支持以色列，给他起了个外号叫“种族灭绝乔”。被以色列媒体Ynet描述为“一位极具成就的以色列倡导者”的国家安全委员会发言人约翰·柯比说：“以色列正试图保护自己免受种族灭绝恐怖主义的威胁。所以如果我们要开始使用这个词，好吧，让我们恰当地使用它”。2023年11月13日，总部位于纽约的宪法权利中心起诉拜登，指控他未能履行国家和国际法所规定的职责，去阻止以色列在以哈战争中对加沙实施种族灭绝。
2024年2月，莱姆金种族灭绝预防研究所表示，拜登政府是加沙种族灭绝的帮凶：“拜登政府否认种族灭绝和逃避责任的策略，都经不起时间的检验。拜登总统及主要政府官员，将以‘21世纪最严重种族灭绝之一的主要推动者’而被人们铭记。”阿里·哈布写道：“美国武器不断流向以色列，以武装一支在加沙进行疑似种族灭绝的军队。与此同时，拜登正在努力为美国盟友争取140亿美元的额外援助。”2024年2月，在美国否决联合国停火决议后，古巴共产党第一书记兼古巴国家主席米格尔·迪亚斯-卡内尔说：“他们是以色列对巴勒斯坦这场种族灭绝的帮凶”。凯伦·威尔斯（Karen Wells）等人也在《儿童地理》（Children's Geographies）杂志上发表文章指出，143亿美元是美国支援以色列“种族灭绝战争”的证据。2024年的一项研究表明，以色列军方在加沙行动中严重依赖从美国进口的燃料。弗朗西斯卡·阿尔巴尼斯表示，美国在国际法院作出临时裁决后向以色列提供燃料，“违反了《种族灭绝公约》”。

### 美国政客的言论
在佛罗里达立法机构，民主党国会众议员安吉·尼克松发起一项决议，呼吁“降级”和停火，以结束对巴勒斯坦人的杀戮。她说：“我们已经有10,000巴勒斯坦人死亡。多少人才够？”共和党众议员米歇尔·萨尔兹曼回答：“全部。”尼克松打断演讲说：“我的一位同事刚刚说‘全部’。天呐。”一些评论家称萨尔兹曼的言论是在叫嚣种族灭绝。尼克松和美国—伊斯兰关系委员会佛罗里达分会，呼吁对她谴责，及要求她辞职。美国—伊斯兰关系委员会佛罗里达执行主任伊玛目阿卜杜拉·贾比尔（Abdullah Jaber）在一份声明中说：“美国议员这样令人不寒而栗地叫嚣种族灭绝，是数十年来以色列种族隔离的拥护者，及其在政府和媒体中的热心支持者，对巴勒斯坦人民非人化的直接结果。”美国巴勒斯坦权利运动组织执行主任艾哈迈德·阿布兹奈德（Ahmad Abuznaid）表示，“两党都在努力将巴勒斯坦人民非人化”，尤指拜登表示怀疑巴勒斯坦人死亡数字的准确性，及攻击巴勒斯坦裔美国国会女议员拉希达·特莱布批评以色列的军事攻势。
共和党美国众议员、唐纳德·特朗普前助手马克斯·米勒表示，巴勒斯坦“将会被摧毁……会变成停车场。”他此前曾让拜登政府“别挡以色列的路，让以色列做它最擅长的事情”，并表示在以色列轰炸加沙期间不应该有“交战规则”。米勒还质疑加沙卫生部所称加沙有10,000人丧生的准确性，他说，他认为许多死者是“哈马斯恐怖分子”，而不是无辜平民，而且美国不“信任一个把弹药放在清真寺、教堂和医院的实体”。
12月，前共和党国会众议员米歇尔·巴赫曼在《查理·柯克秀》上说：“加沙是时候结束了。住在那里的200万人，他们都是聪明的杀手。他们需要被赶出那片土地。那片土地需要变成国家公园。既然他们是伊朗的自愿雇佣兵，就应该把他们扔到伊朗门口，让伊朗来对付这些人。”她的发言得到了观众的掌声。柯克回应道：“我看看以色列，以色列说我们永远不想让另一个不认同我们价值观的人进入我们的国家。他们说他们不想要难民，他们不想要这些人中的任何一个。我希望美国的移民政策就像这样。”

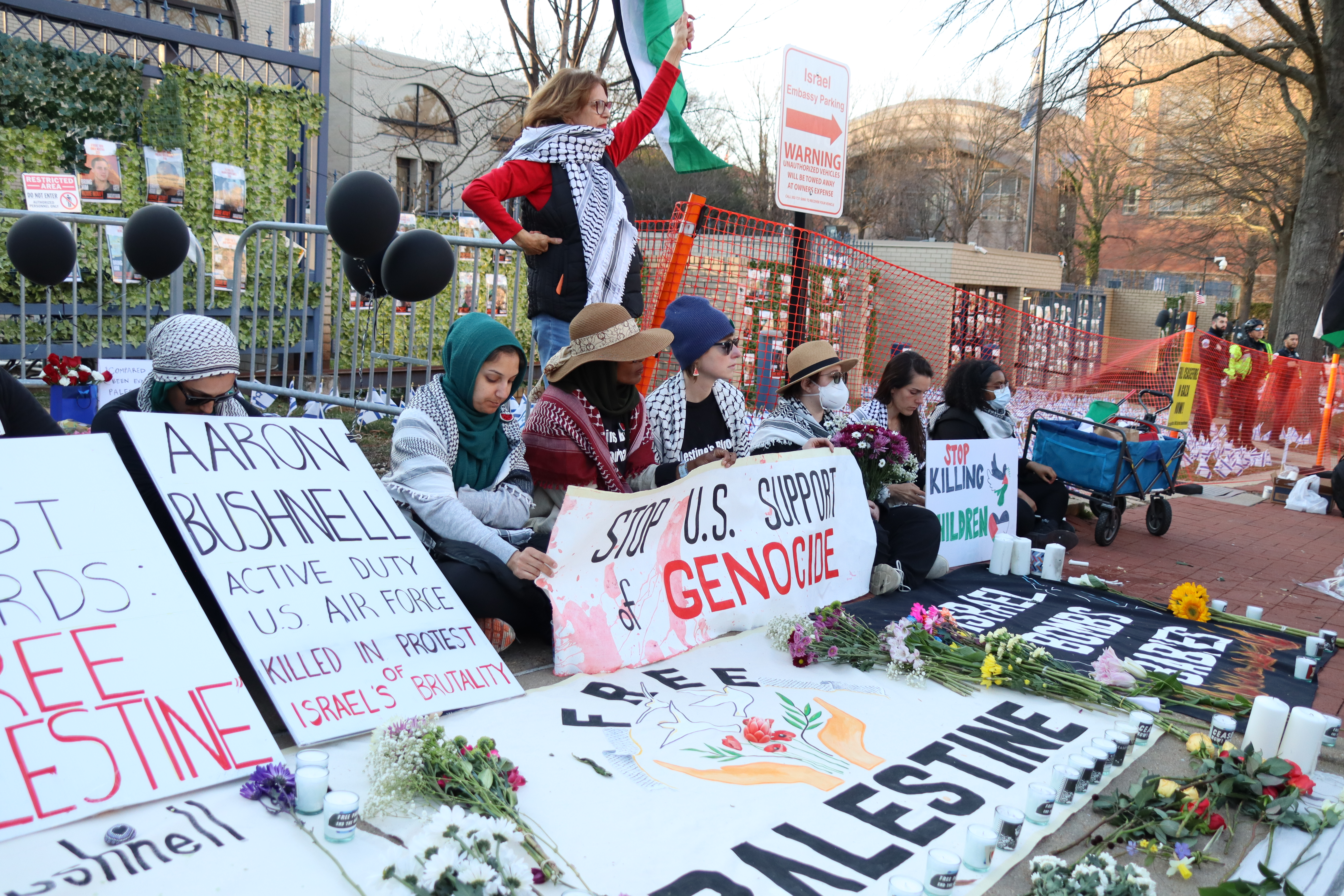
2024年2月26日，在以色列驻美国大使馆外举行的悼念亚伦·布什内尔守夜活动

2023年11月，共和党国会众议员布莱恩·马斯特在众议院，将所有巴勒斯坦人比作纳粹。2024年1月31日，马斯特表示，巴勒斯坦婴儿不是无辜平民，而是应该被干掉的“恐怖分子”，需要摧毁加沙更多的基础设施，“最好杀死所有恐怖分子，杀死所有支持者。”
共和党众议员安迪·奥格斯在被一名活动人士问及巴勒斯坦儿童的死亡时说：“我认为我们应该杀光他们……哈马斯和巴勒斯坦人已经攻击以色列20年了。是时候让他们付出代价了。”他的评论遭到巴勒斯坦支持者，包括美国穆斯林顾问委员会（American Muslim Advisory Council）的广泛谴责，称其是在叫嚣种族灭绝。奥格斯回应说，他的言论是针对哈马斯的，而不是针对普通巴勒斯坦人的。
2024年3月5日，前总统、共和党总统候选人唐纳德·特朗普在接受福克斯新闻采访时表示：拜登“抛弃以色列”是因为受到亲巴勒斯坦抗议活动的过度影响；“民主党对以色列太糟糕了”；他支持以色列在加沙的持续进攻；以色列必须“解决问题”；拜登政府“变得软弱”。一些评论员认为这是在叫嚣继续并“加倍”实施种族灭绝行为。特朗普的竞选团队还表示，如果当选，他将禁止加沙居民进入美国，作为扩大旅行禁令的一部分。
在2024年3月25日的一次市政厅会议上，美国共和党众议员提姆·沃伯格表示，应该对巴勒斯坦平民使用核武器，“像长崎和广岛那样”，以“尽快结束战争”。
美国民主党众议员拉希达·特莱布指责拜登支持“对巴勒斯坦人的种族灭绝”。众议员玛乔丽·泰勒·格林发起决议谴责特莱布。联合国人权事务高级专员克雷格·莫希伯尔辞职，以批评该组织对以色列—哈马斯战争的反应。他后来表示，以色列对加沙的行动是“教科书式种族灭绝的经典案例”。
以伯尼·桑德斯、杰夫·默克利和克里斯·范霍伦为首的八名美国民主党参议员给拜登写了一封官方信，呼吁他“执行联邦法律”，要求内塔尼亚胡总理“停止限制人道主义援助进入加沙，否则就停止美国对以色列的军援”，因为“加沙正在发生的严重人道主义灾难在现代历史上几乎是史无前例的”，而且“美国不应该向任何干涉美国人道主义援助的国家提供军事援助”。他们援引了1961年的《对外援助法案》，该法规定，根据该法或《武器出口管制法案》，对任何直接或间接限制美国人道主义援助运输或交付的国家，都不应提供“任何援助”。“停止美国人道主义援助是违反该法的。这应该是明确的。不能再给内塔尼亚胡的战争机器提供资金，让他们杀害巴勒斯坦儿童。”桑德斯说。

## 英国的共谋

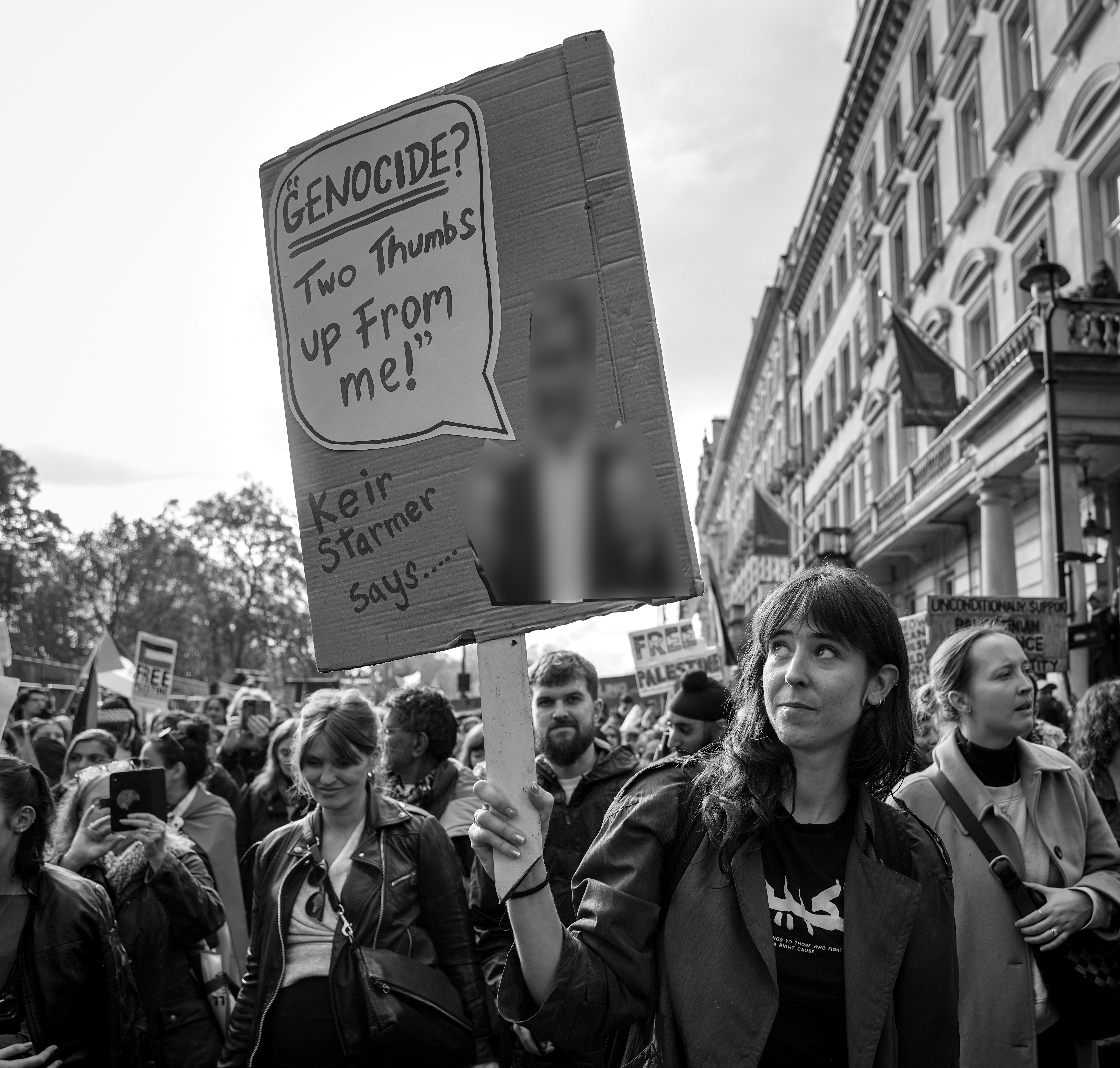
抗议者手举标语，称英国工党领袖基尔·斯塔默支持种族灭绝 (Note: 基尔·斯塔默领导下的英国工党暂停了多名议会候选人和议员的职务，因他们发表反对以色列的言论。)

2023年12月12日，人权观察表示，向以色列出售武器可能使英国成为战争罪的共犯。英国法律规定，如果存在明显风险，即这些武器可能被用于实施或协助严重违反国际人道主义法的行动，例如全面围困加沙或对平民进行无差别炮击，则不能颁发许可证。人权组织正义和全球法律行动网络（Global Legal Action Network）已申请司法审查，以审查出售“可能被用于以色列加沙行动”的英国武器的政府出口许可证。此外，英国救助儿童会冲突与人道主义负责人詹姆斯·丹斯洛表示：“里希·苏纳克及其政府未能推动永久结束战斗，也未能公开反对将援助武器化，他们是正在发生的恐怖事件的同谋。”12月，苏格兰首席大臣哈姆扎·优素福谴责英国弃权联合国呼吁加沙停火的决议草案，称此举将导致更多儿童死亡。
外交事务特别委员会主席艾丽西亚·卡恩斯在2024年3月表示，政府无视了外交部律师“以色列违反了国际法”的建议。
2024年4月，盖伊·古德温-吉尔表示：“正如国际法院所认定的那样，存在严重的种族灭绝风险。如果英国在意识到这一点的情况下仍继续向以色列出口武器，那么这些武器就有可能被用于侵略和种族灭绝。”
2024年9月2日，英国外交大臣戴维·拉米宣布，英国暂停向以色列出口飞机和无人机配件，因为英国认为它们可能被用来违反国际法。但当时，以色列在英国拥有大约350个武器出口许可证，其中只有30个被暂停。

## 德国的共谋

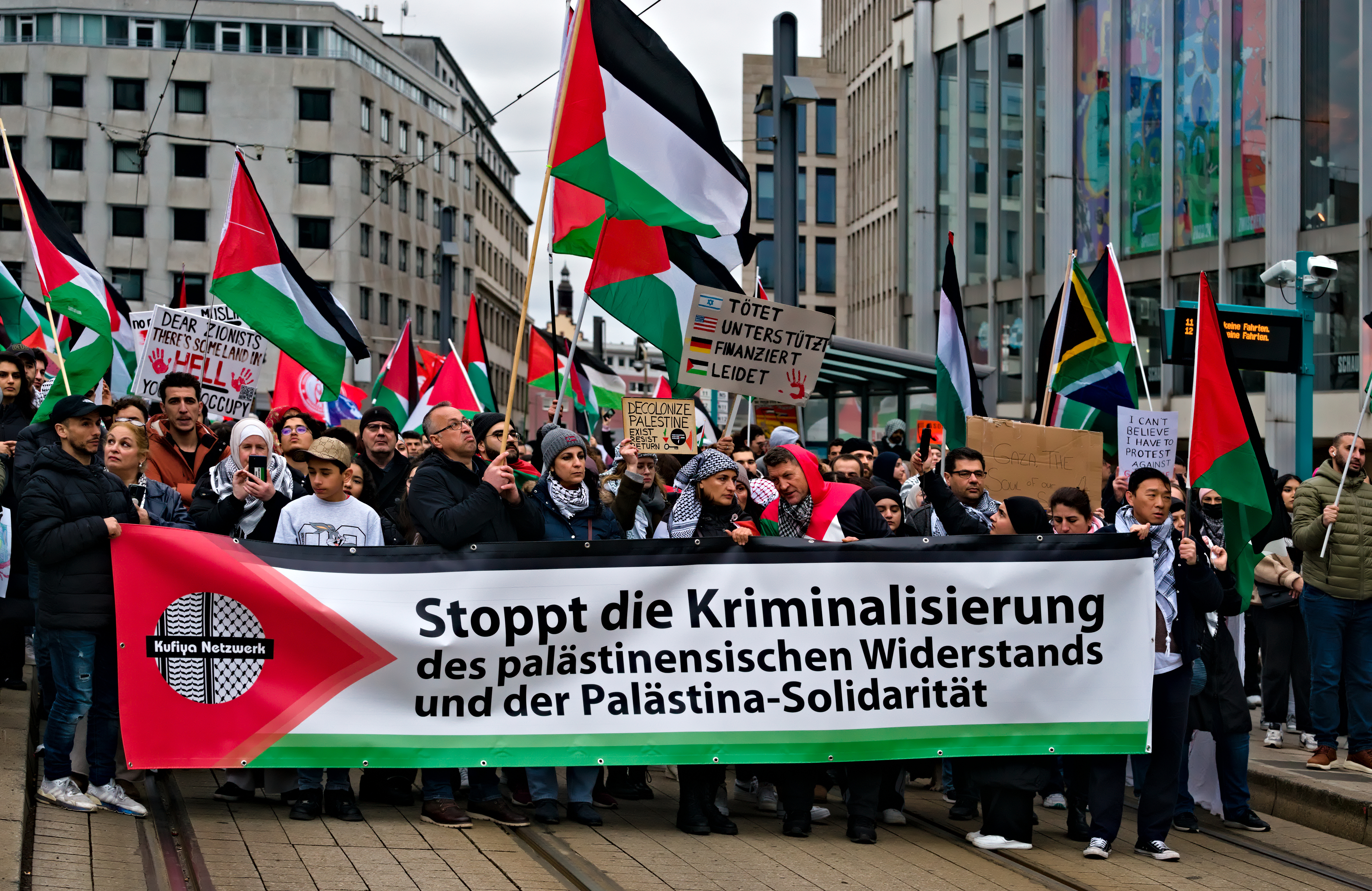
法兰克福的示威活动，示威者举的横幅上写着：“停止将巴勒斯坦人的抵抗和团结定性为犯罪”

2023年10月，政治分析家莱娜·奥伯迈尔（Lena Obermaier）认为德国是以色列对加沙战争罪行的共犯。她详细说明了德国大多数最著名的新闻媒体“过去对以色列的种族灭绝政策保持沉默”，现在依然如此。她还强调，德国警方在全国镇压亲巴勒斯坦抗议活动，是国家共谋的证据。凯伦·威尔斯等人强调，德国将使用“种族灭绝”一词来指代任何以色列行动定为犯罪，这确立了其对以色列行为的同谋地位。2024年2月，德国法院提起刑事诉讼，指控多名高级政客是种族灭绝的同谋。3月，尼加拉瓜在国际法院起诉德国的共谋。